# Skalin (gromada)
Skalin – dawna gromada, czyli najmniejsza jednostka podziału terytorialnego Polskiej Rzeczypospolitej Ludowej w latach 1954–1972.
Gromady, z gromadzkimi radami narodowymi (GRN) jako organami władzy najniższego stopnia na wsi, funkcjonowały od reformy reorganizującej administrację wiejską przeprowadzonej jesienią 1954 do momentu ich zniesienia z dniem 1 stycznia 1973, tym samym wypierając organizację gminną w latach 1954–1972.
Gromadę Skalin z siedzibą GRN w Skalinie utworzono – jako jedną z 8759 gromad na obszarze Polski – w powiecie stargardzkim w woj. szczecińskim na mocy uchwały nr V/50/54 WRN w Szczecinie z dnia 5 października 1954. W skład jednostki wszedł obszar dotychczasowej gromady Kunowo ze zniesionej gminy Klępino w powiecie stargardzkim, a także obszar dotychczasowej gromady Skalin oraz miejscowości Koszewo i Burzykowo z dotychczasowej gromady Dębica ze zniesionej gminy Wierzbno w powiecie pyrzyckim w tymże województwie. Dla gromady ustalono 14 członków gromadzkiej rady narodowej.
Gromadę zniesiono 1 stycznia 1969, a jej obszar włączono do nowo utworzonej gromady Stargard-Kluczewo w tymże powiecie.